# パーベック半島
パーベック半島（パーベックはんとう）は、イギリス・ドーセット州南東部のイギリス海峡に面した半島である。原語ではパーベック島（英語: Isle of Purbeck）とよばれており、日本語でもしばしばそのように表記される。
半島の中南部は東西方向に広がるチョークのパーベック丘陵で、パーベック石とよばれる石灰岩を産出し、建築用材として利用される。特に上質なものはパーベック大理石として知られ、ソールズベリー大聖堂・カンタベリー大聖堂・ウェストミンスター寺院などに多く用いられている。
コーフ城、オールド・ハリー・ロックスなどの名勝がある。
2001年、南海岸のサウス・パーベックは「ドーセットと東デヴォンの海岸」として、ユネスコ世界遺産に登録された。また、パーベック半島北部にはエリカ属のErica ciliarisやErica tetralixなどの生えるヒースのドーセット・ヒースが広がり、1998年にラムサール条約登録地となった。